# UTC+8

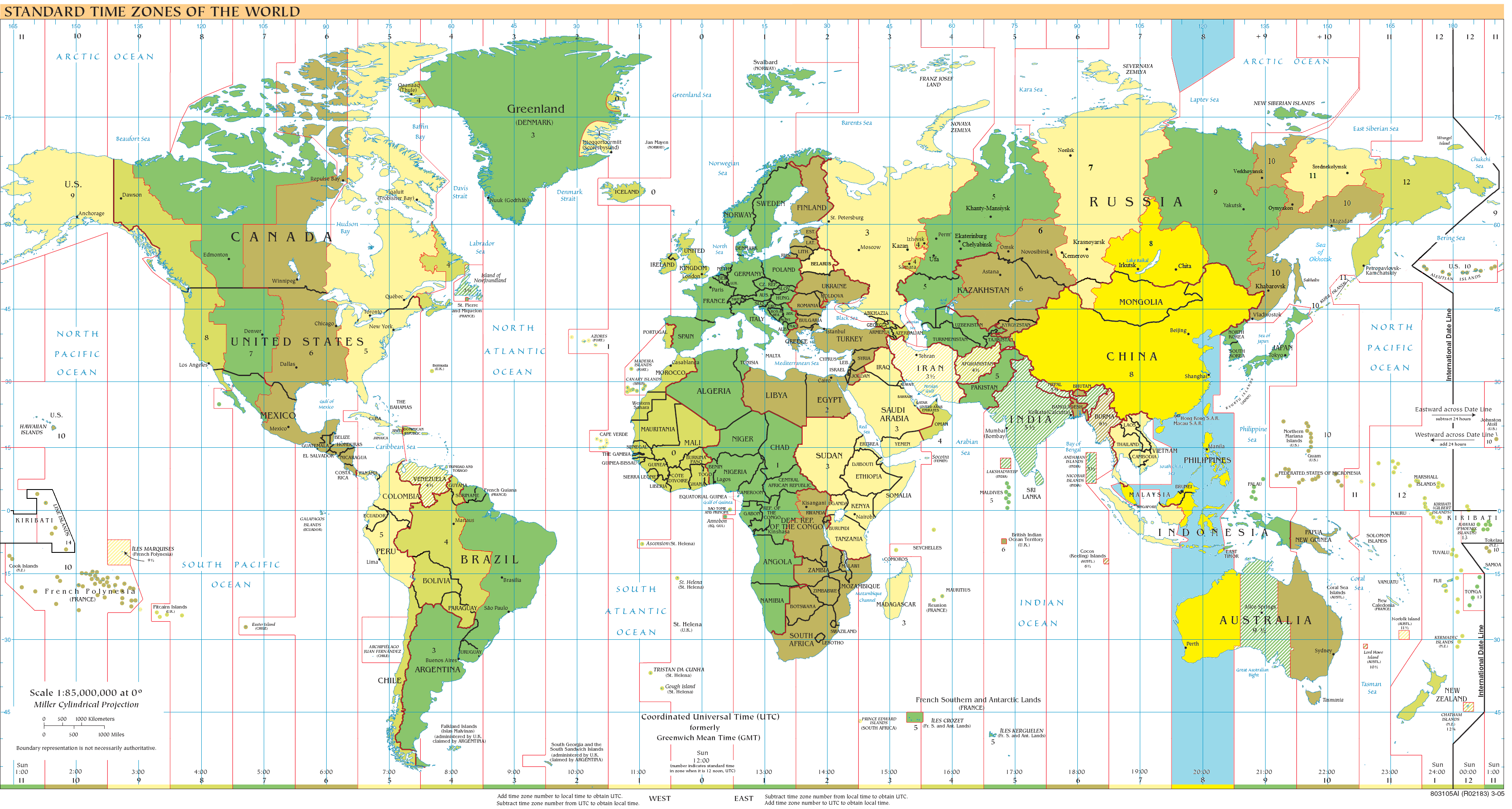
wintertijd
zomertijd
aan land, gehele jaar
op zee, gehele jaar

UTC+8 is de tijdzone voor:
| Landen en gebieden met UTC+8 als standaardtijd                                                                                 | Landen en gebieden met UTC+8 als standaardtijd | Landen en gebieden met UTC+8 als standaardtijd |
| Landen en gebieden zonder zomertijd                                                                                            | Landen en gebieden zonder zomertijd            | Landen en gebieden zonder zomertijd |
| --- | ---------------------------------------------- | --- |
| Land of gebied | Halfrond                                       | Tijdzonenaam |
| Brunei | N                                              | Brunei Darussalamtijd (BNT) |
| Indonesië (Centraal-Indonesië): - Sulawesi - Kleine Soenda-eilanden (inclusief West-Timor) - Oost-Kalimantan - Zuid-Kalimantan | N/Z                                            | Centrale Indonesische Standaardtijd of Waktu Indonesia Tengah (WITA)                                                                                 |
| Filipijnen | N                                              | Filipijnse Standaardtijd (PST) |
| Maleisië | N                                              | Maleisische Standaardtijd (MST) of Maleisië-tijd (MYT)                                                                                               |
| Rusland (Zone 7) - Boerjatië - oblast Irkoetsk - Oest-Orda Boerjatië                                                           | N                                              | Irkoetsktijd (IRKT) |
| Singapore | N                                              | Singaporese Standaardtijd (SGT) |
| Taiwan (Republiek China) | N                                              | Taiwantijd |
| China (inclusief Vasteland van China, Macau en Hongkong)                                                                       | N                                              | China-standaardtijd, China-tijd of Beijing-tijd (CST of CCT) (vroeger Chungyuan-standaardtijd). In Hongkong wordt de tijd Hongkongtijd (HKT) genoemd |
| Landen en gebieden met zomertijd                                                                                               |                                                | |
| Land of gebied | Halfrond                                       | Tijdzonenaam |
| Australië: - West-Australië (grootste deel)                                                                                    | Z                                              | (Australische) Westelijke standaardtijd ((A)WST) |
| Mongolië (Zone 2) - Centrale deel                                                                                              | N                                              | Ulaanbaatar-tijd (ULAT) |
| Landen en gebieden met UTC+8 als zomertijd                                                                                     |                                                | |
| Land of gebied | Halfrond                                       | Tijdzonenaam |
| Mongolië (Zone 1) - ajmag Bajan-Ölgii - ajmag Hovd - ajmag Uvs                                                                 | N                                              | Hovd-zomertijd (HOVST) |